# Erosina cervinaria
Erosina cervinaria là một loài bướm đêm trong họ Geometridae.